# 紅霞後宮物語
『紅霞後宮物語』（こうかこうきゅうものがたり）は、雪村花菜による日本の小説。イラスト担当は桐矢隆。富士見L文庫（KADOKAWA）より 2015年5月から2023年2月まで刊行された。第2回ラノベ文芸賞金賞受賞作（受賞時のタイトルは「生々流転」）。刊行レーベルはライト文芸であるが、ライトノベルと紹介されることもある。2020年12月時点で電子版を含めたシリーズ累計部数は140万部を記録している。

## あらすじ
大宸帝国不世出の軍人、関小玉は、突然皇帝に即位したかつての片腕・文林に請われ後宮入り、そして皇后になってしまった。突然皇帝に、そして夫婦になった文林との関係に戸惑いつつ、嫉妬や欲望の渦巻く後宮で小玉は持ち前の前向きさと大雑把さを武器に皇后の務めを果たす。しかし不穏な影は常に動いているのであった。

## 登場人物

### 主要人物
関小玉（かん しょうぎょく）
大宸帝国の皇后。後世では「武威皇后」と呼ばれる。幼少期は帝国の田舎で農業に勤しむ日々を送っていたが、15歳で徴兵に応じたのをきっかけに軍の世界に身を投じる。以後類い稀な才覚を発揮し、庶民階級出身かつ女性としては異例の将軍にまで出世する。20歳で文林と出会い、以後10年間上官と副官として共に過ごしてきたが、自身の左遷と文林の即位によって一時離れ離れになる。
文林即位から3年後、直々に請われ充媛として後宮入りし、間もなく誕生した鴻の養母として賢妃に昇格。さらに司馬淑妃からの嫌がらせを避けるためも一つの理由として皇后に立后する。
出身は住民のほとんどが関か陳の姓という村で、自分の名前以外文字の読み書きも出来ない貧農の家の生まれ。日の出と共に目覚め日暮れとともに眠る生活で、自分の名前以外文字を書けなかった。12歳で陳姓の少年と婚約していたが、祖母の喪が明けた15歳で突然破談になる。全く小玉に非はなかったが、因習の多い村らしく他の縁談が成立せず、そんな折に足の悪い兄の徴兵が決まり、兄の代役と自身の自立のために徴兵に応じた。紆余曲折の末順調に出世したり降格込の左遷に遭ったりしたが、左遷から復活後に母大花が死去。喪に服すために帰郷したが、妻に先立たれた元許婚と村ぐるみで無理矢理結婚させられそうになり、亡き兄長（ちょう）の妻、三娘（さんじょう）、甥の丙を連れ、また迎えに来た文林と明慧の協力の下都に転居した。転居後しばらくして三娘は病死し、丙は都の家で小玉の財産管理をしながら農作業に勤しんでいる。
周文林（しゅう ぶんりん）
大宸帝国第51代皇帝。皇族としては傍系だが、先帝からの指名によって4年前に即位。司馬淑妃との間に長男の鳳、高貴妃との間に次男の鵬、故安徳妃との間に三男の鴻を儲ける。
母嬋娟（せんけん）は4代前の皇帝の宮女だったが、後宮の人員整理により懐妊中に実家に戻される。そのために母は精神を病み若くして病死。以後商家を営む祖父母に育てられた。
武科挙を受けて武官になり、17歳で小玉と出会う。以後10年間副官として支えてきたが、小玉の才能を生かすどころか潰そうとする上層部に不満を抱え、彼女の才能をより輝かせるため、甥の千寿帝が即位した際、その息子の棣に取り入る。それがきっかけで棣の崩御後皇帝として即位。ただし傍系の出身であるため今なお皇位簒奪の不安を抱えている。
即位後何とか小玉をさらに出世させようと手を尽くしたが叶わず、「妃嬪が軍を率いた例があり、高位の妃嬪ならば禁軍も指揮できる」ため、小玉に後宮入りを懇願する。また彼女が年若い者に跪く姿を見たくない、どうせなら最高位につけたいという理由で立后する。
後宮の妃嬪との間に３人の息子がいるが、小玉から見ると父親としての愛情を持っていない。その代わり幼少期から面倒を見ている丙をわが子のように可愛がり、馮王家の姫との縁組を本気で考えている。

### 皇族・後宮
鴻（こう）
文林の三男。生母は安徳妃。顔は文林とそっくり。
小玉が後宮入りして間もなく誕生するが、同時に生母と死別。文林の依頼により小玉が養母となる。のちに小玉が立后したため嫡子として扱われる。
気難しい子だが小玉には非常に懐いており、小玉も鴻に対して「息子」と呼ぶなど実の子のように接している。一方で文林をあまり好いていない。
祥雯凰（しょう ぶんおう）
3代前の皇帝で文林の異母兄、天鳳帝の唯一の嫡女。前馮王に嫁ぎ、長女の紅燕、長男の現馮王亮を儲ける。1巻の前年に夫と死別し、現在は幼い息子馮王の摂政を担いながら朝廷ににらみを利かせている。皇族や臣下からは王太妃と呼ばれている。
生母が皇后であり、父帝鍾愛の皇女であったため、皇族の中で最も身分が高く、また政治的手腕も利殖の才も優れているため、20代前半ながら一族の筆頭として扱われる。彼女より立場が上なのは皇帝と皇后のみ。
約10年前、13歳の一時期小玉が仕えていた帝姫で、当時は大変な我儘かつじゃじゃ馬だったが小玉にはよく懐いていた。父の死後彼女をよく思わない異母兄によって祥姓を賜って馮王家に嫁がされたが、以後も小玉の動向を追わせていた。
長幸帝（ちょうこうてい）
4代前の皇帝。文林の父で王太妃の祖父にあたる。
大変な女好きで後宮は女に溢れ、男女問わず子どもも多かったため財政が圧迫。大幅な人員整理が行われた結果、懐妊中だった文林の母は実家に戻され、文林が誕生する。
皇帝としては無能で、いきあたりばったりで駄目な皇帝と称される。
天鳳帝（てんほうてい）
3代前の皇帝。文林の異母兄で王太妃の父。物語開始の約10年前に崩御。
父に負けず劣らず駄目な皇帝だったが、父が改名させた六部の名前を職務に応じた元の名前に戻した点は評価される。しかしその際さらに改名した部署もあったため、結局更なる混乱を招いた。
千寿帝（せんじゅてい）
先々代の皇帝。文林の甥。名前は栝（かつ）。物語開始の約10年前、父の死に従い即位。
父に溺愛され、聡明な異母妹の王太妃を疎み、父の喪も明けないうちに馮王家に嫁がせた。これがきっかけで小玉は降格込の左遷を受けたのである意味小玉の紆余曲折のきっかけを作った皇帝である。
体が弱く、先代2人の失政のつけを払うために忙殺された結果若死にする。
健尤帝（けんゆうてい）
先代の皇帝。名前は棣（てい）。文林とは年が近く、友人でもあった。父と同じく病弱であり、皇帝として忙殺された結果、1巻開始の4年前に崩御。
文林を次代に指名し、崩御前に傍系の皇族を粛清することで文林を即位させた。
即位前、ある女官との間に娘を儲け、対の筆の片割れを贈っていた。贈った方は娘が、自身が持った片方は遺品として文林が持っている。

### 後宮
劉梅花（りゅう ばいか）
小玉の女官。かつて文林の母とは同室で友人だった。市井の妓女から紆余曲折の末に女官のトップに上りつめた苦労人。
女官として大変優秀で、新人は一週間あれば鍛え上げられる程の手腕の持ち主。紅霞宮の女官は彼女が鍛え上げた逸材が揃っている。また妃嬪、のちに皇后となった小玉の教育も担い、小玉にとっては母のような存在。
楊 清喜（よう　せいき）
紅霞宮の宦官。元は小玉の従卒だったが、小玉の後宮入りについて行くため、また恋人と死に別れたため勝手に自宮して宦官になった。
元杏（げん きょう）
第四幕で出兵した小玉が助け、紅霞宮に連れ帰った少女。梅花に預けられ、一週間の教育の元優秀な女官として働き始める。救出当時は痩せていたが、だんだん体格も梅花に似てきた。
李真桂（り しんけい）
後宮の妃嬪のひとり。当初は才人、のちに昭儀に昇格し、一度不祥事の責任を取って才人に降格されるが、仙娥入内に伴い賢妃に昇格。侍女の一人に細鈴（さいりん）がいる。
当初は小玉の立后を面白く思わず、小玉でも立后できたなら自分にもチャンスはあると考え、その理由を探るために最初に小玉に近づいた。しかし小玉が元武官だったことに秘密があると考えて武術の自主稽古をしていたところを小玉に見つかり、直接指導を受けた結果小玉に心酔してしまい、現在は妹分の筆頭になっている。
文字に埋もれて死にたいと願うほど書物が好きで、「髪飾りよりもこちらがいいだろう」と小玉から墨を贈られたこともあり、小玉を慕っている。
揶揄交じりで「女学者」と呼ばれたほど才知ある娘で、後世では絶代の女流詩人と評されることが作中で語られる。
淑妃　司馬 若青（しば　じゃくせい）
司馬尚書の娘。文林の長男・鳳の母。侍女の一人に秋菊がいる。
長男の母であることから后がねとして扱われ、本人もそのつもりだったが、小玉を分かりやすく嫌って嫌がらせを繰り返した結果立后は叶わず。ある意味小玉が立后するきっかけを作った人物。小玉の立后後も何かと嫌がらせを仕掛け、大変分かりやすく小玉を嫌っている。文林によれば、一晩しか訪問しなかったのにその一回で鳳を身籠ったらしい。
貴妃 高媛（こう えん）
文林の次男・鵬の母。いつも夢見るような笑みを浮かべ、一切感情が読み取れない。小玉が入内を要請されたころに出産した。司馬淑妃よりも家格が上。
実家は代々高官を輩出した一族だが、入内させる娘の美貌に恵まれないために後宮を制することが出来ずにいたため、両親から一心の期待を背負って入内した。父母からはそのために育てられ、自分だけを愛してくれる存在に飢えていた。
小玉立后後、実家が文林暗殺を目論んだためまず父方が処刑、のち母方が超傍系の皇族で自身の初恋の相手を皇帝に立てて反乱を起こしたため処刑される。このため本人の賜死が確定するが、自身の死後、ようやく自分だけを愛してくれる存在だった鵬の愛情が、小玉に奪われてしまうことを憂い、自ら手にかける。その後訪問した小玉の剣で事実上の自害を遂げた。
謝月枝（しゃ げっし）
妃嬪の一人。 充媛のちに賢妃に昇格。
文林の後宮整理最後の挨拶の際に、文林が引き留め充媛を賜る。実は文林の手の者で二重スパイとして敵対者の情報を探っていたが、手違いで後宮から出されようとしたためやむなく充媛としたもの。のちに後宮内で水死体で発見される。発見された後、賢妃に昇格。
薄雅媛（はく がえん）
妃嬪の一人。地位は充儀。司馬氏の係累の出身。「薄」という姓の通り影が薄い。侍女に雨雨（うう）がいる。
文才に優れ、小玉の活躍を物語に書いている。作品を読んだ王太妃が支援したことがきっかけで、後世の後宮文学の草分けとなる。
第八幕で坏湖との講和のため、馮王家の養女として、元婕妤の衛夢華を伴い族長に嫁ぐ。間もなく懐妊し、無事男児を出産した。
茹仙娥（じょ せんが）
妃嬪の一人。地位は昭儀。父は皇族の茹王で、母はその側室で庶子。紅燕にとっては従姉妹にあたる。第十幕で後宮入りする。
父の茹王は十数年前は官吏だったが、亡き王妃に似て病弱な長女（仙娥の異母姉）の療養のため領地で暮らし、以来公の場にはほとんど出ていなかった。琮尚書引退に伴い、皇族と官吏の橋渡しの役目を担う地位に茹王を就けるために入内する。当初は異母姉が徳妃として後宮入りする予定だったが、後宮入りを目前に異母姉が死去したため、代わりに昭儀として入内することになった。異母姉との関係は、どちらも早くに実母を亡くしていたために大変良好で、異母姉の臨終まで手づから世話をした。また正妻である故王妃、嫡女である異母姉に代わり女主人として家内を取り仕切っていた。
外見は小玉や紅燕、真桂も息を呑むほど、また本人も気にしている悪女顔だが、化粧を施すと艶やかな美女になる。

### 軍部
張明慧（ちょう めいけい）
小玉の親友。女性とは思えない程筋骨隆々とした体格で、「あれが女に見える奴はひと思いに殺してやったほうが慈悲深い」と言わしめるほど。そのため軍の中でも結婚出来ない女性の筆頭だったが、同じぐらい筋骨隆々かつ性格がそっくりな夫・納蘭樹華（ならん じゅか）に公然で求婚され、息子・誠（せい）を儲ける。
軍における小玉の最大の理解者であり、立后した今でも彼女を気にかけている。
第三幕において、馮王領地で発生した事件に出征。重傷の身で川に落とされた幼い馮王を助け死亡する。
鄭綵（てい さい）
小玉の副官。即位のため副官を退任した文林の後任。蘭英の長女。
戦乱の時代が落ち着いた頃に入隊したため、1巻の時点ではまだ戦場に出たことがなかった。愛読書は兵法書と恋愛小説。その後結婚する。
王蘭英（おう らんえい）
綵の母で兵部侍郎。小玉とは彼女の初陣で出会い、一緒に芋を剥いたことで知り合った。前線に立つよりも後方支援に長けている。
戦乱で夫と生き別れ、生活のために徴兵に応じて入隊する。綵の入隊に伴い科挙を受けて文官に転身し、兵部侍郎を務める。
子どもは綵の他に息子がいることが描写されている。生き別れた夫とは再会したがその時点で病に侵されており、2巻で見送った。その後縁あってある少女を夫が外で作った子として引き取り、可愛がっている。
王千姫・隹冬麗・秦雪苑（おう せんき・すい とうれい・しん せつえん）
通称「三羽烏」。楊要衛に所属する女性武官。全員16歳前後の同期で小玉立后の一年半前に入隊。２巻で異動し小玉の部下になる。千姫は髪を高い位置で一つ結びにしており、後姿は小玉と似ている。
南北の禁軍同士で行われた馬術試合に出場するはずだったが当日に雪苑が体調を崩し、困っていたところ、厩から出てきた小玉に代理を頼んだことで知り合う。その後三人揃って小玉の部下になり、のちには三人揃って結婚・出産した。
全員家族には恵まれなかったこと、同時期に入隊・結婚・出産したことで、特別な縁を感じており、互いに何かあったら残った者が助けると約束していた。
沈賢恭（しん けんきょう）
宦官の一人。現在は大監の地位にあり、文林の側付き。
小玉が柳校尉の部隊にいた頃の事件をきっかけに小玉を知り、従卒として引き抜いた。自身の異動により小玉とは別れるが、立后後も小玉を気にかけている。
柳銀葉（りゅう ぎんよう）
玉鈐衛に所属する女性軍人。階級は校尉。入隊したばかりの小玉の元上司。
女性軍人のほとんどが彼女の部隊に配属されるのだが、仕方なく徴兵に応じた者たちばかりの中でやる気があった上育ちから体の使い方をある程度分かっていた小玉を将来の将官候補と目にかけ、鍛え上げた。
小玉の立后後も玉鈐衛にいるが、漫画版では小玉の侍女たちから「美女のための美女による美女だけの警備隊」と憧れられるほどの美女部隊として描写されている。

### その他
関丙（かん へい）
小玉の兄、長（ちょう）とその妻、三娘（さんじょう）の一人息子。名付け親は小玉で、由来は当時の愛馬の名が甲と乙だったことから。祖母に当たる大花の喪が明けるころの騒動をきっかけに母と小玉と共に上京。母の死後は小玉に育てられ、現在は小玉が軍時代に築いた資産の管理をしながら元気に農作業に勤しんでいる。
性格は小玉とよく似ている。一応外戚なのでその気になれば官位でも何でも手に入るのだが、文官にも武官にもまったく才能がなかったため第一次産業に勤しんでいる。史上最高に無害な外戚を目指している。いい年だが未だに独身で婚活中。小玉を通して文林から紅燕との縁談を提案されるが全力で断っている。
孫五（そん ご）
厩舎番の老人。馬の事以外は頓着しないが、馬のことに掛けては世界一。小玉の愛馬、白夫人の出産にも立ち会った。

## 用語
大宸国（だいしんこく）
物語の舞台となる国。「大宸帝国」とも。現在の皇帝は文林、皇后は小玉。
作中の描写から科挙、武科挙、徴兵制度があることが伺われる。女性の登用も進んでおり、小玉は女性初の将官。
皇位継承は直系男子優先。当初は第一子優先で女性も即位できたが、初代皇帝の娘３人が全員公務と出産の両立に苦しんだため原則男子優先に改められた。
後宮
皇帝の妃嬪たちの住まい。脱走は最悪死罪になる。
紅霞宮（こうかきゅう）
本来後宮の名称だが実際は皇后の住まいを指す。現在は小玉が住んでいる。

## 評価
ジュブナイルSF研究家の三村美衣は本作について以下のように評している。

## 既刊一覧
- 雪村花菜（著）・桐矢隆（表紙画） 『紅霞後宮物語』 KADOKAWA〈富士見L文庫〉、全14巻
  1. 2015年5月20日初版発行（5月15日発売[6]）、ISBN 978-4-04-070626-9
  2. 2015年5月20日初版発行（10月15日発売[7]）、ISBN 978-4-04-070720-4
  3. 2016年5月20日初版発行（2月15日発売[8]）、ISBN 978-4-04-070810-2
  4. 2016年5月20日初版発行（6月15日発売[9]）、ISBN 978-4-04-070936-9
  5. 2017年2月15日初版発行（同日発売[10]）、ISBN 978-4-04-070938-3
  6. 2017年6月15日初版発行（同日発売[11]）、ISBN 978-4-04-072345-7
  7. 2018年2月15日初版発行（同日発売[12]）、ISBN 978-4-04-072609-0
  8. 2018年6月15日初版発行（同日発売[13]）、ISBN 978-4-04-072748-6
  9. 2019年2月15日初版発行（同日発売[14]）、ISBN 978-4-04-073045-5
  10. 2019年6月15日初版発行（6月14日発売[15]）、ISBN 978-4-04-073197-1
  11. 2020年6月15日初版発行（6月13日発売[16]）、ISBN 978-4-04-073679-2
  12. 2020年12月15日初版発行（同日発売[17]）、ISBN 978-4-04-073914-4
  13. 2022年2月15日初版発行（同日発売[18]）、ISBN 978-4-04-074422-3
  14. 2022年7月15日初版発行（同日発売[19]）、ISBN 978-4-04-074602-9
- 雪村花菜（著）・桐矢隆（表紙画） 『紅霞後宮物語 第零幕』 KADOKAWA〈富士見L文庫〉、全6巻
  1. 「伝説のはじまり」2016年9月15日発売[20]、ISBN 978-4-04-070937-6
  2. 「運命の胎動」2017年9月15日発売[21]、ISBN 978-4-04-072446-1
  3. 「二人の過誤」2018年10月15日発売[22]、ISBN 978-4-04-072932-9
  4. 「星降る夜に見た未来」2019年11月15日発売[23]、ISBN 978-4-04-073396-8
  5. 「未来への階梯」2021年7月15日発売[24]、ISBN 978-4-04-074180-2
  6. 「追憶の祝歌」2023年2月15日発売[25]、ISBN 978-4-04-074874-0
- 雪村花菜（著）・桐矢隆（表紙画） 『紅霞後宮物語 中幕 愛しき黄昏』 KADOKAWA〈富士見L文庫〉2023年11月15日発売[26]、ISBN 978-4-04-075161-0

## 漫画
『紅霞後宮物語〜小玉伝〜』のタイトルで、栗美あいにより『月刊プリンセス』（秋田書店）に2016年4月号から2022年6月号まで連載された。
- 雪村花菜（原作）・桐矢隆（キャラクター原案）・栗美あい（漫画） 『紅霞後宮物語〜小玉伝〜』 秋田書店〈プリンセスコミックス〉、全14巻
  1. 2016年9月16日発売[27][28]、ISBN 978-4-253-27321-3
  2. 2017年2月16日発売[29][30]、ISBN 978-4-253-27322-0
  3. 2017年6月16日発売[31]、ISBN 978-4-253-27323-7
  4. 2018年2月16日発売[32]、ISBN 978-4-253-27324-4
  5. 2018年6月15日発売[33]、ISBN 978-4-253-27325-1
  6. 2018年10月16日発売[34]、ISBN 978-4-253-27326-8
  7. 2019年6月14日発売[35]、ISBN 978-4-253-27327-5
  8. 2019年12月16日発売[36]、ISBN 978-4-253-27328-2
  9. 2020年6月16日発売[37]、ISBN 978-4-253-27329-9
  10. 2020年11月16日発売[38]、ISBN 978-4-253-27330-5
  11. 2021年5月14日発売[39]、ISBN 978-4-253-27335-0
  12. 2021年9月16日発売[40]、ISBN 978-4-253-27547-7
  13. 2022年7月14日発売[41]、ISBN 978-4-253-27548-4
  14. 2022年7月14日発売[42]、ISBN 978-4-253-27549-1